# Chantier Donnart
Le Chantier Donnart est un ancien chantier naval de Concarneau dans le département du Finistère. 
En 1928, Pierre Donnart ouvre un chantier naval à Concarneau qui s'installe dans L "anse du Lin", sur des installations existantes d'un autre chantier naval.
En février 1941, l'entreprise acquiert une zone de 4000 m² gagnée sur le domaine maritime lors du comblement de l'anse du Lin, avec la construction d'un quai, le chantier Donnart déménage sur ces nouveaux terrains.
Le chantier construit principalement des thoniers en bois d'environ 20 mètres de longueur.
Le chantier arrête son activité en 1962 ne pouvant s'adapter à cause des nouvelles constructions en acier, les commandes de bateau en bois se faisant de plus en plus rares.
Le dernier navire qui sera construit est un bac pour la traversée de l'Odet entre Bénodet et Sainte-Marine.
La société est dissoute le 31 décembre 1965.

## Sources
- Le petit vachic